# Gordio de Cesarea de Capadocia

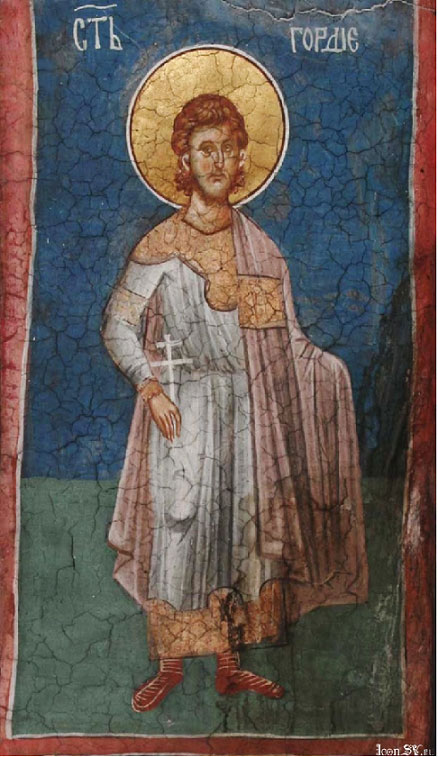
Al parecer es la pintura del personaje del centurión romano descargada de Wikipedia rusia.

Gordio, Gordiano o Gordias (fallecido en Cesarea de Capadocia, c. 304) era un centurión romano. 
Murió mártir en Cesarea de Capadocia, bajo la persecución de Diocleciano. Fiesta el 3 de enero. 
Se le conoce por la mención de San Basilio de Cesarea, quien dijo de él que era un emulador del centurión presente cerca de la cruz. Fue sentenciado a ser decapitado por confesar su fe cristiana. 
Un día le ordenaron participar en las torturas infligidas a los cristianos de Cesarea. Prefirió despojarse de las insignias de su cargo y huir a la montaña para vivir como un ermitaño. "Al igual que el profeta Elías, que se había refugiado en el Monte Horeb, purificó el ojo de su corazón a través del ayuno, las vigilias, la oración y la meditación constante de la palabra de Dios, y logró ver a Dios tanto como es posible el hombre". 
Luego regresó a la ciudad para cumplir su martirio. Después de un juicio, fue expulsado de la ciudad, acompañado por una gran multitud, y decapitado.
- Datos: Q2701896